# Sánchez Ramírez
Sánchez Ramírez är en provins i centrala Dominikanska republiken. Den totala folkmängden är cirka 163 000 invånare och den administrativa huvudorten är Cotuí. Provinsen bildades 1952 och var tidigare en del av provinsen Duarte. 

## Administrativ indelning
Provinsen är indelad i fyra kommuner och åtta kommundistrikt:
- Cevicos
  - La Cueva (kommundistrikt)
- Cotuí
  - Caballero (kommundistrikt)
  - Comedero Arriba (kommundistrikt)
  - Platanal (kommundistrikt)
  - Quita Sueño (kommundistrikt)
- Fantino
- La Mata
  - Angelina (kommundistrikt)
  - Hernando Alonzo (kommundistrikt)
  - La Bija (kommundistrikt)